# Polypedates zed
Polypedates zed är en groddjursart som först beskrevs av Dubois 1987.  Polypedates zed ingår i släktet Polypedates och familjen trädgrodor. IUCN kategoriserar arten globalt som otillräckligt studerad. Inga underarter finns listade i Catalogue of Life.